# Atrichopogon dubius
Atrichopogon dubius är en tvåvingeart som beskrevs av Nielsen 1951. Atrichopogon dubius ingår i släktet Atrichopogon och familjen svidknott.
Artens utbredningsområde är Danmark. Inga underarter finns listade i Catalogue of Life.